# Carlos Zolla Luque
Carlos Enrique Zolla Luque (San Fernando del Valle de Catamarca, 1945 - Ciudad de México, 13 de enero de 2019) fue un lingüista y antropólogo argentino, nacionalizado mexicano. Fue investigador en el Instituto Mexicano para el Estudio de las Plantas Medicinales y en el Instituto Mexicano del Seguro Social, siendo los sistemas de salud de los pueblos indígenas y la medicina tradicional sus principales temas de estudio. 
Zolla Luque se desempeñó como profesor en la Facultad de Filosofía y Humanidades de la Universidad Nacional de Córdoba, Argentina, en la Facultad de Medicina de la Universidad Nacional Autónoma de México (UNAM) y en la Escuela Nacional de Antropología e Historia.

## Primeros años
Carlos Zolla Luque nació en Catamarca (Argentina) en 1945. En 1961 se graduó como Maestro Normal Nacional de la Escuela Normal Fray Mamerto Esquiú. Posteriormente, se graduó como Licenciado en Letras de la Universidad Nacional de Córdoba, donde también impartió clases. 
Desde joven, Carlos Zolla tuvo interés en las artes. En 1961, participó en un recital de Teatro Mimado en el Salón Ezequiel Soria del Teatro Catamarca. También formó parte del elenco de teatro de la Universidad Nacional de Córdoba. Zolla representó a Argentina en los Festivales Mundiales de Teatro Universitario de Varsovia y Cracovia, con participaciones que obtuvieron el Primer Premio y el Gran Premio en festival.
Antes del exilio, Zolla y el también investigador argentino Santiago Oberti leyeron en Córdoba el libro de Michel Foucault Las palabras y las cosas que influiría posteriormente en sus investigaciones.

## Investigación sobre la medicina tradicional mexicana
Carlos Zolla llegó a Cuernavaca, México, en 1976 como parte del primer exilio argentino que huía de la dictadura de Jorge Rafael Videla. A finales de ese año, Santiago Oberti lo visitó para hablarle del Instituto Mexicano para el Estudio de las Plantas Medicinales (IMEPLAM) y de Xavier Lozoya, a quien conoció en la Ciudad de México. En ese momento, Oberti trabajaba en el Instituto de Investigaciones para el Desarrollo del Estado de Morelos (IIDEM), el cual estaba a punto de firmar un convenio con el IMEPLAM. Lozoya le comentó a Oberti su intención de publicar una revista sobre plantas medicionales y este, a su vez, recomendó a Zolla Luque para escribirla, diseñarla, armarla, publicarla y venderla.
Aunque el convenio entre el IIDEM y el IMEPLAM nunca se concretó, Zolla ingresó como secretario de redacción de la revista Medicina Tradicional, que llegó a ser comparada con "la biblioteca china de Borges" por el propio Santiago Oberti.
Como parte de su labor en el IMEPLA, Zolla se encargó de coordinar los trabajos de campo relacionados con la antropología médica y la etnobotánica.
El 31 de diciembre de 1980, el IMEPLAM desapareció para convertirse en la Unidad de Investigación en Medicina Tradicional y Herbolaria (UMTH) del Instituto Mexicano del Seguro Social, conservando la mayor parte del personal de investigación, administración y servicios. Como parte del grupo de trabajo de Lozoya, Zolla Luque continuó con la labor de investigación sobre medicina tradicional mexicana, buscando el reconocimiento de los saberes tradicionales y su convivencia con la medicina moderna. Este trabajo dio origen al libro La medicina invisible. Introducción al estudio de la medicina tradicional de México, publicado en coedición con Lozoya en 1983.
Después de 1985, Zolla se traslada a Xochitepec para continuar con el proyecto de investigación de medicina tradicional que dirigía Lozoya, ahora con el objetivo de crear un Cuadro Básico de Medicamentos Herbolarios.
En 1989, como subdirector de Salud y Bienestar Social durante el sexenio de Carlos Salinas de Gortari, Zolla trabajó junto con Arturo Argüeta y Soledad Mata Pinzón para la publicación de una obra monumental que reuniera el conocimiento indígena sobre plantas medicinales. El resultado fueron doce tomos bajo los títulos de La medicina tradicional de los pueblos indígenas de México, Atlas de las plantas de la medicina tradicional mexicana, Diccionario enciclopédico de la medicina tradicinal mexicana y Nueva bibliografía de la medicina tradicional mexicana.
En octubre de 2018, Zolla dio a conocer el proyecto de creación de la primera Escuela de Medicina Tradicional Totonaca, realizado a través del Programa Universitario de Estudios de la Diversidad Cultural y la Interculturalidad (PUIC).

## Publicaciones
Durante su vida, Carlos Zolla Luque publicó una gran cantidad de artículos en revistas científicas, así como más de una veintena de libros tanto solo como en colaboración. Algunos de sus títulos más importantes fueron:
- Plantas tóxicas de México (1983),
- La medicina invisible. Introducción al estudio de la medicina tradicional de México (1984),
- Medicina tradicional y enfermedad (1988),
- La atención al embarazo y el parto en el medio rural mexicano (1989),
- Diccionario enciclopédico de la medicina tradicional mexicana (1994), La medicina tradicional de los pueblos indígenas de México (1994),
- Nueva bibliografía de la medicina tradicional mexicana (1994)
- Biblioteca de la medicina tradicional mexicana (15 volúmenes), convertida en 2009 en la Biblioteca digital de la medicina tradicional mexicana.[8]

## Premios
- 1989: Premio Miguel Othón de Mendizábal, del INAH, a la mejor investigación de Antropología Social por la obra Medicina tradicional y enfermedad.[8]
- 2011: Distinguido como uno de los 30 Personajes que Transforman México por la revista Quo y Discovery Channel por su trabajo en la Biblioteca Digital de la Medicina Tradicional Mexicana.[2]

## Dibujante y pintor
Además de su trabajo como investigador, Carlos Zolla mantuvo un interés constante en las artes plásticas. 
En 1975, Zolla ilustró el libro de cuentos del escritor argentino Antonio Oviedo El último visitante/El señor de los cielos. Ya en México, conoció al artista plástico mexicano José Luis Cuevas, quien le pide prologar su libro Cartas para una exposición (1981). En 1985, Zolla expone en la Galería KIN una serie de óleos, cuyo catálogo fue redactado por Cuevas. Zolla participa en otras exposiciones y algunas de sus pinturas llegaron a ser exhibidas en Nueva York. Antes de fallecer, Zolla ya preparaba una nueva exposición.